# Halowe Mistrzostwa Czech w Lekkoatletyce 2020
Halowe Mistrzostwa Czech w Lekkoatletyce w 2020 – halowe zawody lekkoatletyczne organizowane przez Český atletický svaz, które odbyły się 22 i 23 lutego w Ostrawie.

## Rezultaty
| PB - rekord życiowy \| SB - najlepszy wynik w sezonie \| NR – halowy rekord kraju |

### Mężczyźni
| Konkurencja:              | 1. miejsce                                                     | Rezultat | 2. miejsce                                                  | Rezultat | 3. miejsce                                                            | Rezultat |
| Bieg na 60 m              | Zdeněk Stromšík                                                | 6,64     | Vojtěch Kolarčík                                            | 6,76     | Jan Jirka                                                             | 6,82     |
| Bieg na 200 m             | Eduard Kubelík                                                 | 21,26    | Jiří Kubeš                                                  | 21,36    | Vít Müller                                                            | 21,50    |
| Bieg na 400 m             | Pavel Maslák                                                   | 46,12    | Michal Desenský                                             | 46,36    | Patrik Šorm                                                           | 46,41    |
| Bieg na 800 m             | Lukáš Hodboď                                                   | 1:47,81  | Filip Šnejdr                                                | 1:48,32  | Tomáš Vystrk                                                          | 1:48,39  |
| Bieg na 1500 m            | Jan Friš                                                       | 3:43,88  | Daniel Kotyza                                               | 3:44,33  | Jan Sýkora                                                            | 3:51,98  |
| Bieg na 3000 m            | Damián Vích                                                    | 8:21,84  | Jáchym Kovář                                                | 8:22,31  | David Foller                                                          | 8:22,61  |
| Bieg na 60 m przez płotki | Petr Svoboda                                                   | 7,66     | David Ryba                                                  | 7,98     | Ondřej Kopecký                                                        | 8,11     |
| Sztafeta 4 × 200 m        | Dukla Praha B Pavel Maslák Patrik Šorm Ondřej Macík David Ryba | 1:24,31  | Dukla Praha A Jakub Rusek Jiří Kubeš Hakim Saleh Vít Müller | 1:26,24  | Slavia Praha Vojtěch Svoboda Adam Grabmüller Jan Valášek Filip Šnejdr | 1:27,35  |
| Skok wzwyż                | Marek Bahník                                                   | 2,25     | Jakub Bělík                                                 | 2,08     | Josef Adámek                                                          | 2,08     |
| Skok o tyczce             | Jan Kudlička                                                   | 5,54     | Matěj Ščerba                                                | 5,33     | Dan Bárta                                                             | 5,22     |
| Skok w dal                | Radek Juška                                                    | 7,62     | Tomáš Kratochvíl                                            | 7,41     | Adam Pekárek                                                          | 7,30     |
| Trójskok                  | Jiří Vondráček                                                 | 15,37    | Zdeněk Kubát                                                | 15,29    | Bohumil Bětuňák                                                       | 14,81    |
| Pchnięcie kulą            | Tomáš Staněk                                                   | 21,18    | Martin Novák                                                | 19,02    | Jakub Héža                                                            | 17,39    |
| Siedmiobój                | Ondřej Kopecký                                                 | 5889     | Adam Helcelet                                               | 5782     | Radoš Rykl                                                            | 5385     |

### Kobiety
| Konkurencja:              | 1. miejsce                                                                           | Rezultat   | 2. miejsce                                                                  | Rezultat | 3. miejsce                                                                        | Rezultat |
| Bieg na 60 m              | Klára Seidlová                                                                       | 7,27       | Nikola Bendová                                                              | 7,41     | Adéla Novotná                                                                     | 7,47     |
| Bieg na 200 m             | Lada Vondrová                                                                        | 23,77      | Martina Hofmanová                                                           | 23,90    | Barbora Šplechtnová                                                               | 24,19    |
| Bieg na 400 m             | Lada Vondrová                                                                        | 51,82      | Martina Hofmanová                                                           | 55,25    | Tereza Jonášová                                                                   | 55,53    |
| Bieg na 800 m             | Diana Mezuliáníková                                                                  | 2:07,99    | Anna Šimková                                                                | 2:09,08  | Pavla Štoudková                                                                   | 2:10,41  |
| Bieg na 1500 m            | Diana Mezuliáníková                                                                  | 4:27,11    | Kristiina Mäki                                                              | 4:27,36  | Simona Vrzalová                                                                   | 4:27,67  |
| Bieg na 3000 m            | Lucie Sekanová                                                                       | 9:26,78    | Tereza Novotná                                                              | 9:31,09  | Lucie Maršánová                                                                   | 9:39,51  |
| Bieg na 60 m przez płotki | Markéta Štolová                                                                      | 8,21       | Lucie Koudelová                                                             | 8,27     | Helena Jiranová                                                                   | 8,32     |
| Sztafeta 4 × 200 m        | LIAZ Jablonec n/N. Františka Rappová Vendula Štanclová Barbora Hůlková Adéla Novotná | 1:37,46 NR | AK ŠKODA Plzeň Linda Hettlerová Tereza Jonášová Denisa Majerová Linda Suchá | 1:38,30  | SSK Vítkovice Pavla Falharová Štěpánka Kolářová Barbora Suchánková Jana Slaninová | 1:42,06  |
| Skok wzwyż                | Klára Krejčiříková                                                                   | 1,86       | Bára Sajdoková                                                              | 1,86     | Lada Pejchalová                                                                   | 1,80     |
| Skok o tyczce             | Romana Maláčová                                                                      | 4,45       | Zuzana Pražáková                                                            | 4,19     | Amálie Švábíková                                                                  | 4,06     |
| Skok w dal                | Tereza Elena Šínová                                                                  | 6,17       | Pavlína Minářová                                                            | 6,10     | Barbora Hůlková                                                                   | 6,08     |
| Trójskok                  | Emma Maštalířová                                                                     | 12,76      | Karolína Černá                                                              | 12,62    | Linda Průšová                                                                     | 12,16    |
| Pchnięcie kulą            | Markéta Červenková                                                                   | 16,81      | Marta Zachařová                                                             | 14,09    | Michaela Trčová                                                                   | 13,91    |
| Pięciobój                 | Kateřina Dvořáková                                                                   | 4147       | Barbora Zatloukalová                                                        | 4029     | Denisa Majerová                                                                   | 3926     |